# Коган, Павел Борисович
Павел Борисович Коган (6 октября 1967, Советск, Калининградская область, СССР — 8 июня 2005, Советск, Россия) — советский и российский футболист, нападающий, полузащитник.

## Биография
Родился в Советске. Отец Борис Коган также был футболистом, выступал за местный клуб «Красная звезда», тренировал команду, работал в спортивной школе. Павел Коган начинал карьеру в чемпионате Калининградской области в 1984—1985 годах в «Красной звезде». В 1985 году сыграл 24 матча, забил один гол в составе калининградской «Балтики» во второй лиге. В 1986—1987 годах играл за фарм-клуб ЦСКА — 46 матчей. В 1988—1989 за «Балтику» провёл 65 матчей, забил 9 мячей. Сезон-1990 начал в кемеровском Кузбассе в первой лиге, затем провёл 9 матчей за «Балтику», заканчивал сезон в молдавском клубе «Тигина» Бендеры, где выступал и в следующем году. В сезоне 1992/93 играл за клуб немецкой Ландеслиги «Нойштрелиц» с братом Иваном и Дмитрием Чепелем. В сезонах 1992/93 — 1993/94 сыграл 12 игр в чемпионате Литвы в составе клуба «Таурас-Каршува» Таураге. В 1994 году играл в чемпионате Калининградской области за «Пищевик» Славск (1 игра) и ФК «Советск» (16 игр, 17 голов). В 1996 в чемпионате области в составе «Немана» в 19 играх забил 11 мячей. В сезоне 1996/97 сыграл пять матчей в чемпионате Литвы за «Кареду» Шяуляй. В 1997—2000 провёл за «Неман» 61 матч, забил 88 мячей; в 1999 году в 20 матчах забил 47 мячей. В 2000—2002 года в первом и втором дивизионе в составе «Балтики» сыграл 60 матчей, забил 15 голов. В 2003—2004 годах играл за «Красную звезду» в чемпионате области, в 2004 — в «Балтике-2» в первенстве ЛФЛ.
Помимо футбола занимался поставкой водки и сигарет в Литву. В феврале 2000 года был задержан в литовской Паланге в рамках уголовного дела о контрабанде водки, но через месяц был отпущен в связи с отсутствием доказательств.
8 июня 2005 был убит.